# 이케하타 요스케
이케하타 요스케(일본어: 池端 陽介, 1979년 6월 7일 ~ )는 일본의 전 축구 선수이다.

## 구단 경력
과거 산프레체 히로시마, 베르디 가와사키, 오이타 트리니타, 방포레 고후, 카탈레 도야마에서 활동하였다.